# Urzędnik
Ten artykuł należy dopracować:

przedstawiono sytuację tylko z polskiej perspektywy – artykuł powinien być przekrojowy.
Pomóż go poprawić. Na stronie dyskusji mogą znajdywać się pomocne komentarze.
Urzędnik – najczęściej definiowany jest jako cywilny zawodowy funkcjonariusz publiczny zatrudniony w administracji publicznej na stanowisku urzędniczym, rozumianym typowo jako uczestniczące w wykonywaniu władzy publicznej na rzecz, w imieniu i z upoważnienia organu administracji, przy czym w przypadku szeregu określonych stanowisk w służbie cywilnej (powiatowego i wojewódzkiego lekarza weterynarii, wojewódzkiego inspektora jakości handlowej artykułów rolno-spożywczych, dyrektora Krajowej Informacji Skarbowej, a także zastępców tych osób; ponadto dyrektora izby administracji skarbowej, naczelnika urzędu skarbowego, naczelnika urzędu celno-skarbowego, a także zastępców tych osób, o ile nie są funkcjonariuszami Służby Celno-Skarbowej) i służbie zagranicznej (pełnomocnego przedstawiciela Rzeczypospolitej Polskiej w innym państwie lub przy organizacji międzynarodowej i jego zastępcy) osoba je pełniąca wykonuje władzę publiczną w roli samodzielnego organu.
Do urzędników nie zalicza się natomiast pozostałych osób pełniących funkcję publiczną, w tym:
- pozostałych funkcjonariuszy publicznych
  - żołnierzy w służbie czynnej lub funkcjonariuszy służb państwowych, zatrudnionych w oparciu o administracyjnoprawny stosunek służbowy w umundurowanych służbach państwowych[4]
  - stanowisk w organach wymiaru sprawiedliwości lub prokuratury, które zarazem stanowią zawód służby publicznej, aplikantów w tych zawodach[7], a także kierowników i specjalistów w opiniodawczych zespołach sądowych specjalistów, lekarzy sądowych oraz komorników sądowych i asesorów lub aplikantów komorniczych[8],
  - kierowniczych stanowisk państwowych, stanowisk kierowników zespolonych, powiatowych lub gminnych służb, inspekcji i straży, a także osób pełniacych funkcję jednoosobowego organu lub członka kolegialnego organu administracji niezespolonej (z ww. wyjątkami)[9][10][4][5][6]
- osób pełniących funkcję jednoosobowego organu lub członka kolegialnego organu państwowych lub samorządowych osób prawnych, jednostek samorządu terytorialnego lub innego rodzaju samorządu[10][4][6]
- pozostałych osób zatrudnionych w jednostce organizacyjnej dysponującej środkami publicznymi, chyba że wykonuje wyłącznie czynności usługowe[6]
- innych osób, których uprawnienia i obowiązki w zakresie działalności publicznej są określone lub uznane przez ustawę lub wiążącą Rzeczpospolitą Polską umowę międzynarodową[6].

Można jednakże spotkać również poglądy, zgodnie z którymi nie każda osoba zatrudniona na stanowisku urzędniczym jest z założenia funkcjonariuszem publicznym.

## Korpusy urzędników w Polsce
Polskie prawo ustanawia aż sześć różnych korpusów urzędniczych, przy czym korpus służby zagranicznej nakłada się częściowo z korpusem służby cywilnej, jako że do obydwu tych korpusów należą m.in. wszyscy dyplomaci zawodowi, z kolei Korpus Urzędników Wyborczych nakłada się w większości z pozostałymi pięcioma korpusami.

### Korpus służby cywilnej
Przepisy dotyczące tego korpusu zawarte są w ustawie o służbie cywilnej (Dz.U. z 2024 r. poz. 409).

#### Miejsce zatrudnienia
Korpus służby cywilnej tworzą osoby zatrudnione na stanowiskach urzędniczych w:
- Kancelarii Prezesa Rady Ministrów,
- urzędach ministrów i przewodniczących komitetów wchodzących w skład Rady Ministrów oraz urzędach centralnych organów administracji rządowej,
- urzędach wojewódzkich oraz innych urzędach stanowiących aparat pomocniczy terenowych organów administracji rządowej podległych ministrom lub centralnym organom administracji rządowej,
- Krajowej Informacji Skarbowej i izbach administracji skarbowej;
- komendach, inspektoratach i innych jednostkach organizacyjnych stanowiących aparat pomocniczy kierowników zespolonych służb, inspekcji i straży wojewódzkich oraz kierowników powiatowych służb, inspekcji i straży, chyba że odrębne ustawy stanowią inaczej,
- Centralnym Biurze Śledczym Policji, Biurze Spraw Wewnętrznych Policji, Biurze Spraw Wewnętrznych Straży Granicznej,
- Biurze Nasiennictwa Leśnego,
- jednostkach budżetowych obsługujących państwowe fundusze celowe, których dysponentami są organy administracji rządowej,

a także
- powiatowi i graniczni lekarze weterynarii oraz ich zastępcy.

Do korpusu tego nie należą pracownicy zatrudnieni na stanowiskach urzędniczych w jednostkach wojskowych (w tym terenowych organach wykonawczych Ministra Obrony Narodowej) oraz w Komendzie Głównej Żandarmerii Wojskowej i innych jednostkach organizacyjnych Żandarmerii Wojskowej, jako że należą oni do korpusu urzędników państwowych.

#### Tryb zatrudnienia
W skład korpusu służby cywilnej wchodzą:
- pracownicy służby cywilnej (zatrudnieni na podstawie umowy o pracę),
- urzędnicy służby cywilnej (zatrudnieni na podstawie mianowania)
- oraz osoby zajmujące wyższe stanowiska w służbie cywilnej (zatrudnione na podstawie powołania)[4].

#### Zadania
Zarówno pracownicy służby cywilnej, jak i urzędnicy służby cywilnej, mogą zajmować takie same stanowiska i wykonywać te same obowiązki służbowe. Różni ich podstawa nawiązania stosunku pracy, zakres uprawnień pracowniczych (urzędnicy służby cywilnej mają m.in. prawo do dłuższego urlopu wypoczynkowego) oraz wymagana ustawą dyspozycyjność (np. dyrektor generalny urzędu może w każdym czasie przenieść urzędnika służby cywilnej na inne stanowisko w tym samym urzędzie w tej samej lub w innej miejscowości, uwzględniając jego przygotowanie zawodowe; z kolei Szef Służby Cywilnej może przenieść urzędnika służby cywilnej do innego urzędu w tej samej miejscowości, a jeżeli przemawia za tym szczególny interes służby cywilnej, może przenieść urzędnika służby cywilnej do innego urzędu w innej miejscowości na okres nie dłuższy niż 2 lata).

#### Wymagania kwalifikacyjne dla pracowników służby cywilnej
W służbie cywilnej może być zatrudniona osoba, która:
1. jest obywatelem polskim, przy czym osoba nieposiadająca obywatelstwa polskiego może zostać zatrudniona na stanowisku pracy, na którym wykonywana praca nie polega na bezpośrednim lub pośrednim udziale w wykonywaniu władzy publicznej i funkcji mających na celu ochronę generalnych interesów państwa, jeżeli posiada znajomość języka polskiego potwierdzoną odpowiednim dokumentem;
2. korzysta z pełni praw publicznych;
3. nie była skazana prawomocnym wyrokiem za umyślne przestępstwo lub umyślne przestępstwo skarbowe;
4. posiada kwalifikacje wymagane na dane stanowisko pracy;
5. cieszy się nieposzlakowaną opinią.

#### Wymagania kwalifikacyjne dla urzędników służby cywilnej
Urzędnikiem służby cywilnej jest osoba zatrudniona w urzędzie administracji publicznej na podstawie mianowania zgodnie z zasadami określonymi w ustawie o służbie cywilnej. Urzędników służby cywilnej nazywa się także urzędnikami mianowanymi. Mianowania dokonuje Szef Służby Cywilnej w imieniu Rzeczypospolitej Polskiej.
Zgłoszenie do postępowania kwalifikacyjnego składa się w okresie od 1 stycznia do dnia 31 maja każdego roku. Postępowanie prowadzi Krajowa Szkoła Administracji Publicznej. W 2009 roku odbyło się ono w dniu 27 czerwca w Warszawskim Centrum EXPO XXI. Wzięło w nim udział 1059 pracowników służby cywilnej. Egzamin, składający się z trzech części (test umiejętności, test wiedzy i test umiejętności kierowniczych), zdało 530 osób. Limit mianowań w 2010 r. wynosi 1000 osób.
W 2010 roku egzamin, składający się z dwóch części (test umiejętności i test wiedzy), odbył się w tym samym miejscu w dniu 3 lipca. Wzięły w nim udział 2494 osoby. Spełnienie przez pracownika warunków określonych w ustawie potwierdza dyrektor generalny właściwego urzędu. Na podstawie obowiązujących przepisów ustawy o służbie cywilnej o uzyskanie mianowania w służbie cywilnej może ubiegać się osoba, spełniająca następujące warunki:
1. jest pracownikiem służby cywilnej,
2. posiada co najmniej trzyletni staż pracy w służbie cywilnej, lub uzyskała zgodę dyrektora generalnego urzędu na przystąpienie do postępowania kwalifikacyjnego przed upływem tego terminu, jednak nie wcześniej niż po upływie dwóch lat od nawiązania stosunku pracy w służbie cywilnej,
3. posiada tytuł magistra lub równorzędny (np. lekarz),
4. zna co najmniej jeden język obcy spośród języków roboczych Unii Europejskiej lub język arabski, białoruski, chiński, islandzki, japoński, norweski, rosyjski, ukraiński,
5. jest żołnierzem rezerwy lub nie podlega powszechnemu obowiązkowi obrony.

#### Wymagania kwalifikacyjne dla osób zatrudnionych na wyższych stanowiskach w służbie cywilnej
Wyższymi stanowiskami w służbie cywilnej są stanowiska:
1. dyrektora generalnego urzędu;
2. kierującego departamentem lub komórką równorzędną w Kancelarii Prezesa Rady Ministrów, urzędzie ministra, urzędzie obsługującym przewodniczącego komitetu wchodzącego w skład Rady Ministrów, urzędzie centralnego organu administracji rządowej oraz kierującego wydziałem lub komórką równorzędną w urzędzie wojewódzkim, a także zastępcy tych osób;
3. wojewódzkiego lekarza weterynarii i jego zastępcy;
4. powiatowego lekarza weterynarii i jego zastępcy;
5. wojewódzkiego inspektora jakości handlowej artykułów rolno-spożywczych i jego zastępcy;
6. kierującego komórką organizacyjną w Biurze Nasiennictwa Leśnego, a także zastępcy tej osoby;
7. dyrektora Krajowej Informacji Skarbowej i jego zastępcy
8. dyrektora izby administracji skarbowej, naczelnika urzędu skarbowego, naczelnika urzędu celno-skarbowego, a także zastępcy tych osób, o ile nie pełni go funkcjonariusz Służby Celno-Skarbowej

W przypadku stanowisk dyrektora Krajowej Informacji Skarbowej, dyrektora izby administracji skarbowej, naczelnika urzędu skarbowego, naczelnika urzędu celno-skarbowego, a także zastępcy tych osób, może je zajmować osoba, która spełnia wymagania określone w ustawie o Krajowej Administracji Skarbowej. Pozostałe wyższe stanowiska w służbie cywilnej może zajmować osoba, która:
1. posiada tytuł zawodowy magistra lub równorzędny;
2. nie była skazana prawomocnym wyrokiem orzekającym zakaz zajmowania stanowisk kierowniczych w urzędach organów władzy publicznej lub pełnienia funkcji związanych z dysponowaniem środkami publicznymi;
3. posiada kompetencje kierownicze;
4. spełnia wymagania określone w opisie stanowiska pracy oraz w przepisach odrębnych

### Korpus służby zagranicznej
Przepisy dotyczące tego korpusu zawarte są w
ustawie o służbie zagranicznej.

#### Miejsce zatrudnienia i zadania
Do korpusu tego należą:
- członkowie korpusu służby cywilnej zatrudnieni w urzędzie obsługującym ministra właściwego do spraw zagranicznych, w tym dyplomaci zawodowi stanowiący personel dyplomatyczno-konsularny;
- pełnomocni przedstawiciele Rzeczypospolitej Polskiej w innym państwie lub przy organizacji międzynarodowej;
- pracownicy zagraniczni zatrudnieni na podstawie powołania w celu wykonywania obowiązków służbowych w placówce zagranicznej jako członkowie personelu dyplomatyczno-konsularnego;
- pracownicy krajowi zatrudnieni na podstawie powołania w celu wykonywania obowiązków służbowych w placówce zagranicznej jako członkowie personelu pomocniczego lub personelu obsługi.

Członkowie korpusu wykonują zadania:
- w urzędzie obsługującym ministra właściwego do spraw zagranicznych
- w placówkach zagranicznych Rzeczypospolitej Polskiej

Członka służby zagranicznej, gdy jest to uzasadnione interesem służby zagranicznej, za jego zgodą, można oddelegować do wykonywania obowiązków w organizacjach i instytucjach międzynarodowych.
Dyplomatę zawodowego można, za jego zgodą, oddelegować do wykonywania obowiązków w Kancelarii Prezydenta.

#### Wymagania kwalifikacyjne dla pełnomocnych przedstawicieli Rzeczypospolitej Polskiej w innym państwie lub przy organizacji międzynarodowej
Pełnomocnym przedstawicielem Rzeczypospolitej Polskiej w innym państwie lub przy organizacji międzynarodowej może być osoba, która:
1. posiada zdolność fizyczną i psychiczną do długotrwałej służby w placówkach zagranicznych, w warunkach wymagających szczególnej dyscypliny i dyspozycyjności;
2. nie była skazana prawomocnym wyrokiem za przestępstwo umyślne lub umyślne przestępstwo skarbowe;
3. wykazuje gotowość do podjęcia zadań w dowolnej placówce zagranicznej Rzeczypospolitej Polskiej, w dowolnym kraju i w dowolnym czasie.

Kandydatura podlega zaopiniowaniu przez Konwent Służby Zagranicznej. Mianowanie ambasadora lub Stałego Przedstawiciela Rzeczypospolitej Polskiej przy Unii Europejskiej następuje po zasięgnięciu opinii organu właściwego na podstawie regulaminu Sejmu.
Ambasadorowi oraz stałemu przedstawicielowi przy organizacji międzynarodowej nadaje się stopień dyplomatyczny na czas pełnienia funkcji.

#### Wymagania kwalifikacyjne dla dyplomatów zawodowych
Dyplomata zawodowy to członek korpusu służby cywilnej zatrudniony w urzędzie obsługującym ministra właściwego do spraw zagranicznych na podstawie mianowania, któremu nadano stopień dyplomatyczny. Może być nim osoba, która:
1. posiada wyłącznie obywatelstwo polskie;
2. korzysta z pełni praw publicznych;
3. nie była skazana prawomocnym wyrokiem za umyślne przestępstwo lub umyślne przestępstwo skarbowe;
4. zna co najmniej dwa języki obce;
5. posiada tytuł zawodowy magistra lub równorzędny;
6. posiada zdolność fizyczną i psychiczną do długotrwałej służby w placówkach zagranicznych, w warunkach wymagających szczególnej dyscypliny i dyspozycyjności;
7. wykazuje gotowość do podjęcia zadań w placówce zagranicznej Rzeczypospolitej Polskiej.

Stopień dyplomatyczny można nadać członkowi korpusu służby cywilnej zatrudnionemu w urzędzie obsługującym ministra właściwego do spraw zagranicznych na podstawie umowy o pracę na czas nieokreślony albo mianowania w służbie cywilnej, który:
1. posiada wyłącznie obywatelstwo polskie;
2. odbył aplikację dyplomatyczno-konsularną, ukończył seminarium dyplomatyczno-konsularne albo ukończył Krajową Szkołę Administracji Publicznej im. Prezydenta Rzeczypospolitej Polskiej Lecha Kaczyńskiego;
3. złożył z wynikiem pozytywnym egzamin dyplomatyczno-konsularny;
4. zna co najmniej dwa języki obce;
5. posiada tytuł zawodowy magistra lub równorzędny;
6. posiada zdolność fizyczną i psychiczną do długotrwałej służby w placówkach zagranicznych, w warunkach wymagających szczególnej dyscypliny i dyspozycyjności;
7. nie był skazany prawomocnym wyrokiem za przestępstwo umyślne lub umyślne przestępstwo skarbowe;
8. wykazuje gotowość do podjęcia zadań w dowolnej placówce zagranicznej Rzeczypospolitej Polskiej, w dowolnym kraju i w dowolnym czasie.

W szczególnie uzasadnionych przypadkach członkowi korpusu służby cywilnej, zatrudnionemu w urzędzie obsługującym ministra właściwego do spraw zagranicznych niespełniającemu ww. wymagań, w związku z wykonywaniem zadań w placówce zagranicznej można nadać stopień dyplomatyczny na czas niezbędny do wykonywania tych zadań. Ambasadorowi oraz stałemu przedstawicielowi przy organizacji międzynarodowej nadaje się stopień dyplomatyczny na czas pełnienia funkcji bez względu na spełnianie ww. warunków.

#### Wymagania kwalifikacyjne dla pracowników zagranicznych służby zagranicznej
Pracownikiem zagranicznym może być osoba, która:
1. posiada wyłącznie obywatelstwo polskie;
2. korzysta z pełni praw publicznych;
3. nie była skazana prawomocnym wyrokiem za umyślne przestępstwo lub umyślne przestępstwo skarbowe;
4. zna co najmniej jeden język obcy;
5. posiada wyższe wykształcenie lub co najmniej średnie wykształcenie w przypadku pracy na stanowisku technicznym;
6. posiada zdolność fizyczną i psychiczną do służby w placówce zagranicznej, w warunkach wymagających szczególnej dyscypliny i dyspozycyjności.

Stopień dyplomatyczny można nadać pracownikowi zagranicznemu, który:
1. ukończył seminarium dyplomatyczno-konsularne;
2. złożył z wynikiem pozytywnym egzamin dyplomatyczno-konsularny;
3. był zatrudniony w urzędzie obsługującym ministra właściwego do spraw zagranicznych na podstawie powołania w celu wykonywania obowiązków członka personelu dyplomatyczno-konsularnego w placówce zagranicznej przez okres co najmniej 3 lat.

#### Wymagania kwalifikacyjne dla pracowników krajowych służby zagranicznej
Pracownikiem krajowym może być osoba, która:
1. posiada obywatelstwo polskie;
2. korzysta z pełni praw publicznych;
3. nie była skazana prawomocnym wyrokiem za umyślne przestępstwo lub umyślne przestępstwo skarbowe;
4. posiada kwalifikacje wymagane na dane stanowisko pracy;
5. posiada zdolność fizyczną i psychiczną do pracy w placówce zagranicznej, w warunkach wymagających szczególnej dyscypliny i dyspozycyjności.

### Korpus urzędników sądów i prokuratury
Przepisy dotyczące tego korpusu zawarte są w ustawie z dnia 18 grudnia 1998 r. o pracownikach sądów i prokuratury (Dz.U. z 2018 r. poz. 577).

#### Miejsce zatrudnienia
Zgodnie z ustawą, w sądach powszechnych i wojskowych oraz w powszechnych jednostkach organizacyjnych prokuratury zatrudnia się nie tylko sędziów, ławników, prokuratorów, asesorów sądowych/prokuratury, referendarzy sądowych, asystentów sędziów/prokuratorów, kuratorów sądowych, aplikantów (sędziowskich, prokuratorskich, referendarskich, kuratorskich), kierowników i specjalistów w opiniodawczych zespołach sądowych specjalistów lub lekarzy sądowych (co wynika z ustaw o ustroju sądów powszechnych, o prokuraturze, o kuratorach sądowych, o opiniodawczych zespołach sądowych specjalistów, o lekarzu sądowym), ale wyróżnia się także dwie dodatkowe grupy stanowisk: pracowników oraz urzędników.
Urzędnicy w Sądzie Najwyższym, sądach administracyjnych oraz w pionach śledczym i lustracyjnym IPN należą natomiast do korpusu urzędników państwowych (patrz poniżej).

#### Wymagania kwalifikacyjne dla urzędników sądów i prokuratury
Urzędnikiem w sądach powszechnych i wojskowych oraz w powszechnych jednostkach organizacyjnych prokuratury może zostać osoba:
1. która ma pełną zdolność do czynności prawnych,
2. o nieposzlakowanej opinii,
3. która nie była karana za przestępstwo lub przestępstwo skarbowe,
4. przeciwko której nie jest prowadzone postępowanie o przestępstwo ścigane z oskarżenia publicznego lub przestępstwo skarbowe,
5. posiadająca stan zdrowia pozwalający na zatrudnienie na określonym stanowisku,
6. która odbyła staż urzędniczy w sądzie lub w prokuraturze.

### Korpus urzędników państwowych
Przepisy dotyczące tego korpusu zawarte są w ustawie z dnia 16 września 1982 r. o pracownikach urzędów państwowych (Dz.U. z 2023 r. poz. 1917).

#### Miejsce zatrudnienia
Korpus ten obejmuje urzędników państwowych innych niż urzędnicy należący do korpusu służby cywilnej, korpusu służby zagranicznej lub korpusu urzędników sądów i prokuratury, zatrudnionych w jednostkach organizacyjnych wymienionych w ustawie.

#### Wymagania kwalifikacyjne dla urzędników państwowych
Zgodnie z art. 3. ww ustawy, urzędnikiem państwowym może być osoba, która:
1. jest obywatelem polskim;
2. ukończyła osiemnaście lat życia i ma pełną zdolność do czynności prawnych oraz korzysta z pełni praw publicznych;
3. jest nieskazitelnego charakteru;
4. ma odpowiednie wykształcenie i odbyła aplikację administracyjną;
5. posiada stan zdrowia pozwalający na zatrudnienie na określonym stanowisku.

Zgodnie z art. 3a ustawy, na stanowisko urzędnika państwowego może zostać przeniesiony w drodze porozumienia pracodawców członek korpusu służby cywilnej w rozumieniu ustawy o służbie cywilnej.

### Korpus urzędników samorządowych
Przepisy dotyczące tego korpusu zawarte są w ustawie o pracownikach samorządowych.

#### Miejsce zatrudnienia
Urzędnik samorządowy to osoba zatrudniona na podstawie umowy o pracę lub powołania na stanowisku urzędniczym w urzędach gminnych (miejski-gminnych, miejskich), starostwach powiatowych, urzedach marszałkowskich, biurach związków międzygminnych, powiatów lub powiatowo-gminnych, biurach innych jednostek administracyjnych jednostek samorządu
terytorialnego (obecnie tylko Górnośląsko-Zagłębiowska Metropolia), a także w podległych im jednostkach pomocniczych lub budżetowych i zakładach budżetowych. W grupie stanowisk urzędniczych ustawodawca wyróżnił podgrupę stanowisk kierowniczych urzędniczych.
Pracownicy samorządowi są zatrudniani ponadto na stanowiskach uzyskiwanych w drodze wyboru, a także stanowiskach pomocniczych i obsługi.

#### Wymagania kwalifikacyjne dla stanowisk urzędniczych
Pracownikiem samorządowym zatrudnionym na stanowisku urzędniczym może być osoba, która:
1. jest obywatelem polskim,
2. ma pełną zdolność do czynności prawnych oraz korzysta z pełni praw publicznych,
3. posiada kwalifikacje zawodowe wymagane do wykonywania pracy na określonym stanowisku,
4. nie była skazana prawomocnym wyrokiem sądu za umyślne przestępstwo ścigane z oskarżenia publicznego lub umyślne przestępstwo skarbowe,
5. cieszy się nieposzlakowaną opinią,
6. posiada wykształcenie średnie lub średnie branżowe.

#### Wymagania kwalifikacyjne dla stanowisk kierowniczych urzędniczych
Pracownikiem samorządowym zatrudnionym na stanowisku kierowniczym urzędniczym może być osoba, która:
1. jest obywatelem polskim,
2. ma pełną zdolność do czynności prawnych oraz korzysta z pełni praw publicznych,
3. posiada kwalifikacje zawodowe wymagane do wykonywania pracy na określonym stanowisku,
4. nie była skazana prawomocnym wyrokiem sądu za umyślne przestępstwo ścigane z oskarżenia publicznego lub umyślne przestępstwo skarbowe,
5. cieszy się nieposzlakowaną opinią,
6. posiada co najmniej trzyletni staż pracy lub wykonywała przez co najmniej 3 lata działalność gospodarczą o charakterze zgodnym z wymaganiami na danym stanowisku,
7. posiada wykształcenie wyższe.

#### Obowiązki pracownika samorządowego
1. Do podstawowych obowiązków pracownika samorządowego należy dbałość o wykonywanie zadań publicznych oraz o środki publiczne, z uwzględnieniem interesów państwa oraz indywidualnych interesów obywateli.
2. Do obowiązków pracownika samorządowego należy w szczególności:
  - przestrzeganie prawa,
  - wykonywanie zadań urzędu sumiennie, sprawnie i bezstronnie,
  - informowanie organów, instytucji i osób fizycznych oraz udostępnianie dokumentów znajdujących się w posiadaniu urzędu, jeżeli prawo tego nie zabrania,
  - zachowanie w tajemnicy informacji niejawnych i innych tajemnic prawnie chronionych w zakresie przez prawo przewidzianym,
  - zachowanie uprzejmości i życzliwości przede wszystkim wobec obywateli oraz w kontaktach ze zwierzchnikami, podwładnymi i współpracownikami
  - zachowanie się z godnością w miejscu pracy i poza nim,
  - sumienne i staranne wypełnianie poleceń przełożonego,
  - pracownik samorządowy jest obowiązany złożyć oświadczenie majątkowe na żądanie pracodawcy, a w przypadku niektórych stanowisk (np. pracowników wydających decyzje administracyjne) oświadczenia takie należy składać rokrocznie.

Pracownik samorządowy zatrudniony na stanowisku urzędniczym podlega okresowym ocenom kwalifikacyjnym, dokonywanym przez bezpośredniego przełożonego. Obejmuje ona w szczególności wywiązywanie się przez urzędnika z obowiązków wynikających z zakresu czynności na zajmowanym stanowisku pracy. Ocena jest sporządzana co najmniej raz na dwa lata.

### Korpus Urzędników Wyborczych
Przepisy dotyczące tego korpusu zawarte są w ustawie – Kodeks wyborczy.

#### Miejsce zatrudnienia
W każdej gminie działają urzędnicy wyborczy powoływani przez Szefa Krajowego Biura Wyborczego. Urzędnicy wyborczy tworzą Korpus Urzędników Wyborczych, zbudowany w zdecydowanej większości z członków ww. pięciu korpusów urzędniczych. Stosowne przepisy zawarte są w Rozdziale 9. kodeksu wyborczego.

#### Zadania
Do zadań urzędników wyborczych należy zapewnienie sprawnego funkcjonowania obwodowych komisji wyborczych, w szczególności:
1. przygotowanie i nadzór pod kierownictwem komisarza wyborczego nad przebiegiem wyborów w obwodowych komisjach wyborczych;
2. tworzenie i aktualizowanie systemu szkoleń dla członków obwodowych komisji wyborczych;
3. organizowanie i prowadzenie szkoleń dla członków obwodowych komisji wyborczych;
4. dostarczenie kart do głosowania właściwym komisjom wyborczym;
5. sprawowanie nadzoru nad zapewnieniem warunków pracy obwodowych komisji wyborczych, w szczególności w zakresie wymogów określonych w kodeksie wyborczym[18];
6. wykonywanie innych czynności zleconych przez Państwową Komisję Wyborczą, komisarza wyborczego.

Urzędnicy wyborczy wykonują zadania od dnia zarządzenia właściwych wyborów do dnia rozstrzygnięcia protestów wyborczych oraz w innych sytuacjach, gdy jest to konieczne.

#### Wymagania kwalifikacyjne dla urzędników wyborczych
Urzędników wyborczych powołuje się dla obszaru danej gminy w liczbie niezbędnej do zapewnienia prawidłowego i sprawnego funkcjonowania obwodowych komisji wyborczych, na okres 6 lat, spośród posiadających wykształcenie wyższe:
1. pracowników urzędów obsługujących: organy administracji rządowej, samorządowej lub jednostek im podległych lub przez nie nadzorowanych;
2. innych osób mających co najmniej 5-letni staż pracy w ww. urzędach lub jednostkach

W przypadku zagrożenia wykonania zadań, Szef Krajowego Biura Wyborczego może powierzyć, nie dłużej niż na czas danych wyborów, wykonywanie funkcji urzędnika wyborczego osobie niespełniającej ww. wymogów.
Wykaz urzędników wyborczych działających na obszarze danej gminy podaje się niezwłocznie do publicznej wiadomości w sposób zwyczajowo przyjęty.
Urzędnikiem wyborczym nie może być osoba kandydująca w wyborach w okręgu, w skład którego wchodzi gmina właściwa dla obszaru działania urzędnika wyborczego, komisarz wyborczy, pełnomocnik wyborczy, pełnomocnik finansowy, mąż zaufania lub członek komisji wyborczej.
Urzędnikiem wyborczym nie może być osoba zatrudniona w urzędzie gminy, gminnej jednostce organizacyjnej lub osobie prawnej, w gminie, w której miałaby wykonywać swoją funkcję.
Urzędnik wyborczy nie może należeć do partii politycznych ani prowadzić działalności publicznej niedającej się pogodzić z pełnioną funkcją.
Urzędnikiem wyborczym nie może być osoba skazana prawomocnym wyrokiem za przestępstwo umyślne ścigane z oskarżenia publicznego lub umyślne przestępstwo skarbowe.